# Campionato Europeo UEFS 1992
Il terzo Campionato europeo di futsal (calcio da sala) denominato Eurofutsal, organizzato dalla UEFS si è svolto a Porto (Portogallo)  nel 1992 ed ha visto la partecipazione di dieci formazioni nazionali. Il Portogallo, pur essendo nuovamente paese ospitante, non ha bissato il successo di due anni prima, lasciando strada alla Spagna

## Classifica finale
- Spagna
- Russia
- Portogallo
- Israele
- Slovacchia
- Italia
- Moldavia
- Francia
- Bielorussia
- Inghilterra